# Visconde de Barreiros
José da Silva Figueira (S. Miguel de Barreiros, Maia, 1838 — Porto, 24 de dezembro de 1892), na cidade da Maia conhecido como Visconde de Barreiros foi um comerciante e humanista no século XIX

## Vida
Aos catorze anos partiu para o Brasil para procurar fortuna através do comércio, acabou por entrar no negócio dos caminhos de ferro, onde participou em vários projetos no Brasil e mais tarde em Portugal.
No Brasil esteve envolvido na realização do importante túnel de Marmelos no caminho de ferro de D. Pedro II, durante esta obra houve um surto de varíola, prontamente ordenou a construção de um hospital provisório para socorrer os operários. Em 1874, ainda tratou da conclusão do caminho de ferro da Leopoldina, que causara muito problemas e atrasos.
Ao fim de vinte e oito anos no Brasil, regressa à sua terra natal, onde com a fortuna acumulada, fundou uma escola primária para ambos os géneros com todos os utensílios mais modernos à época, forneceu ainda à igreja utensílios agrícolas assim como sinos novos para a torre da igreja. Em 1881 foi eleito procurador à Junta Geral do distrito do Porto, e em 1885 é reeleito. O visconde teve um papel importante na construção do túnel da estação de Pinheiro à Alfândega, no Porto.
Morre em 24 de dezembro de 1892, sem deixar descendentes.
Existe uma estátua sua na ilharga sudoeste da Praça Dr. José Vieira de Carvalho, na Maia.

## Realizações
Recebe o titulo de Visconde de Barreiros em 1882 concedido por Luís I de Portugal.

## Cargos
- Presidente da Real Associação de Beneficência do Porto.
- Sócio honorário da Associação Comercial do Porto.
- Associação dos Artistas de Coimbra.
- Presidente da comissão de beneficência de Barreiros.
- Sócio da Sociedade de instrução do Porto.
- Proprietário das minas carboníferas de Valdeão.
- Membro do conselho fiscal do Banco Comércio e Indústria.
- Membro do sindicato dos caminhos de ferro à fronteira de Portugal.
- Pertenceu à sociedade empreiteira dos ramais da santa Combadão a Viseu, da Foz do Tua a Mirandela.
- Pertenceu ao conselho fiscal das minas de Pejão, sendo o seu principal accionista das sociedades Mutuaria e Parceria Pesquisadora.